# Iridopsis ustifumosa
Iridopsis ustifumosa är en fjärilsart som beskrevs av W. Warren 1897. Iridopsis ustifumosa ingår i släktet Iridopsis och familjen mätare. Inga underarter finns listade i Catalogue of Life.